# Rzymkowicka Struga
Rzymkowicka Struga (również Rzymkowicki Rów, Szarkowy Rów) – rów wodny na ziemi prudnickiej, w południowo-zachodniej Polsce, w województwie opolskim, powiatach nyskim, prudnickim i krapkowickim, gminach Korfantów, Biała i Strzeleczki. Dopływ rzeki Biała, długości 13,77 km.

## Historia
Ciek nosił w języku niemieckim nazwę Ringwitzer Graben. W 1949 nadano mu polską nazwę Rzymkowicki Rów. Od 1951 nosi nazwę Rzymkowicka Struga. W latach 1993–1994 przeprowadzono regulację potoku.

## Przebieg
Źródło potoku znajduje się na zachód od wsi Rzymkowice. Przepływa w rejonie miejscowości Kolonia Pogórze, Chrzelice, Racławiczki. Na południowy zachód od Racławiczek uchodzi do rzeki Biała. W dalszym biegu z rzeki wychodzi odnoga figurująca w PRNG pod nazwą Rzymkowicki Rów (również Rzymkowicki Rów Drugi, Rzymkowicki Rów-II ramię). Odnoga płynie równolegle do Białej: na południe od Ścigowa i na północ od miasta Strzeleczki, po czym z powrotem łączy się z Białą na zachód od wsi Dobra.